# Pisică de pampas
Pisica de pampas (Leopardus colocolo) este o specie mică de felină.

## Răspândire

Arealul de răspândire al speciei Leopardus colocolo

Aceasta se găsește pe pantele împădurite din Anzi, în Ecuador, Peru, Bolivia, în pădurile de la nord de Chile, Paraguay Chaco, în zonele deschise împădurite din centrul, vestul, nord-estul, și sudul Braziliei, Argentina și Uruguay, și în sudul Patagoniei.

## Greutatea
În general, greutatea pisicii de pampas variază între 3 și 7 kg, media situându-se la 5 kg.

## Lungime
435 - 700 mm; med. 567.50 mm 
(17.13 - 27.56 în;. Med 22.34 in) 

## Reproducerea

### Sezon de reproducere
La această specie de pisică, perioada de reproducere apare în perioada aprilie-iulie.

### Ritualul de împerechere
Sistemul de împerechere și comportamentul acestui animal nu sunt cunoscute.

## Durata de viață
Longevitatea în această specie nu a fost raportată. Cu toate acestea, alte specii de feline de dimensiuni similare trăiesc, de obicei, între 10 și 15 ani.

## Rolul în ecosistem
Ca prădător, pisica de pampas influențează dimensiunile populațiilor speciilor pradă.

## Subspecii
Arborele filogenetic al genului Leopardus
|  | Leopardus wiedii - Margay   |
|  |                             |
|  | Leopardus pardalis - Ocelot |
|  |                             |

|  | Leopardus jacobita - Pisica andină    |
|  |                                       |
|  | Leopardus colocolo - Pisică de pampas |
|  |                                       |

|  | Leopardus tigrinus - Pisica tigru         |
|  |                                           |
|  | Leopardus guigna - Kodkod                 |
|  |                                           |
|  | Leopardus geoffroyi - Pisica lui Geoffroy |
|  |                                           |

|  | Leopardus jacobita - Pisica andină    |
|  |                                       |
|  | Leopardus colocolo - Pisică de pampas |
|  |                                       |

|  | Leopardus tigrinus - Pisica tigru         |
|  |                                           |
|  | Leopardus guigna - Kodkod                 |
|  |                                           |
|  | Leopardus geoffroyi - Pisica lui Geoffroy |
|  |                                           |

|  | Leopardus wiedii - Margay   |
|  |                             |
|  | Leopardus pardalis - Ocelot |
|  |                             |

|  | Leopardus jacobita - Pisica andină    |
|  |                                       |
|  | Leopardus colocolo - Pisică de pampas |
|  |                                       |

|  | Leopardus tigrinus - Pisica tigru         |
|  |                                           |
|  | Leopardus guigna - Kodkod                 |
|  |                                           |
|  | Leopardus geoffroyi - Pisica lui Geoffroy |
|  |                                           |

|  | Leopardus jacobita - Pisica andină    |
|  |                                       |
|  | Leopardus colocolo - Pisică de pampas |
|  |                                       |

|  | Leopardus tigrinus - Pisica tigru         |
|  |                                           |
|  | Leopardus guigna - Kodkod                 |
|  |                                           |
|  | Leopardus geoffroyi - Pisica lui Geoffroy |
|  |                                           |

Există două subspecii cunoscute de Leopardus colocolo:
- Leopardus pampas pampas;
- Colocolo leopardus wolffsohni.

Mai multe foste subspecii au fost deprinse cu rangul de specii.
Alte subspecii:
- Leopardus colocolo braccatus;
- Leopardus colocolo budin;
- Leopardus colocolo colocolo;
- Leopardus colocolo crespoi;
- Leopardus colocolo garieppi;
- Leopardus colocolo munoai;
- Leopardus colocolo pajeros;
- Leopardus colocolo thomasi;
- Leopardus colocolo pantanal.